# Svealand
Svealand er det historiske kerneområde i Sverige. Landsdelen ligger i den sydlig-centrale del af Sverige med grænser mod nord til Norrland og mod syd til Götaland. Dybe skove, Tiveden, Tylöskog og Kolmården, adskilte Svealand fra Götaland.
Svealand består af hovedstadsregionen Mälardalen i øst, Roslagen mod nordøst, det tidligere mineområde Bergslagen i midten, samt Dalarna og Värmland i vest.
Navnet Sverige, Svea rike, refererede oprindelig kun til Svealand. Andre former er Sweoðeod (norrønt/islandsk Svíþjóð) og Sweorice. Efterhånden som de svenske konger kom til at regere over større områder, begyndte man at omtale det oprindelige territorium som Svealand for at adskille det fra det nye.

## Landskap
Svealand består af landskaperne Dalarna, Västmanland, Uppland, Värmland, Närke og Södermanland. 
Til tider har også Gästrikland været anset for at være en del af Svealand. 
Ålandsøerne tilhørte Svealand frem til freden i Fredrikshamn i 1809, hvor øerne blev afgivet til Rusland.
Värmland regnedes frem til 1815 som en del af landsdelen Götaland. En flytning fra Göta hovrätts domkreds til Svea hovrätts medførte, at man begyndte at opfatte Värmland som en del af Svealand. 
Der er fremsat en teori om, at Närke tilhørte Götaland i forhistorisk tid. Teorien baseres på, at Närke i lighed med Götaland var inddelt i herreder, i modsætning til Svealand, der var inddelt i hundreder. Desuden forekommer det religiøse stednavn "Götevi" kun i Närke samt i Väster- og Östergötland. De arkæologiske beviser peger dog entydigt på, at Närke fra et kulturhistoriskt perspektiv var forenet med Mälardalen, og Närkes herredsindeling synes først at være blevet indført i middelalderen. En ældre inddeling i tredinger stemmer i det store hele overens med Svealands hundreder. 
Den svenske hovedstad Stockholm ligger i både Uppland og Södermanland.
60°52′00″N 14°44′00″Ø / 60.8667°N 14.7333°Ø